# Cscope
Cscope，一個應用程式，程式員使用它來協助程式撰寫及追蹤程式碼，主要使用於C語言程式。最早起源於貝爾實驗室，運作在PDP-11上，由Joe Steffen開始發展。後隨著AT&T Unix一同釋出，成為標準的Unix工具。在2000年時，聖克魯茲作業（SCO）公司，以BSD许可证公開釋出原始碼。

## 概論
cscope經常搭配vi或vim一起使用。